# University of Waterloo

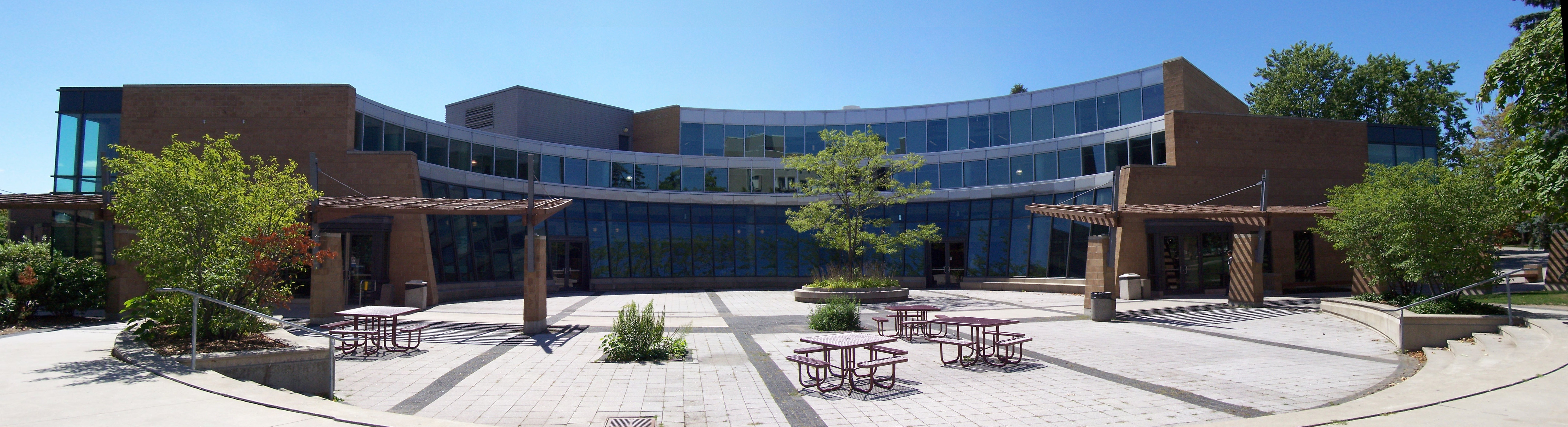
Das Student Life Centre courtyard.

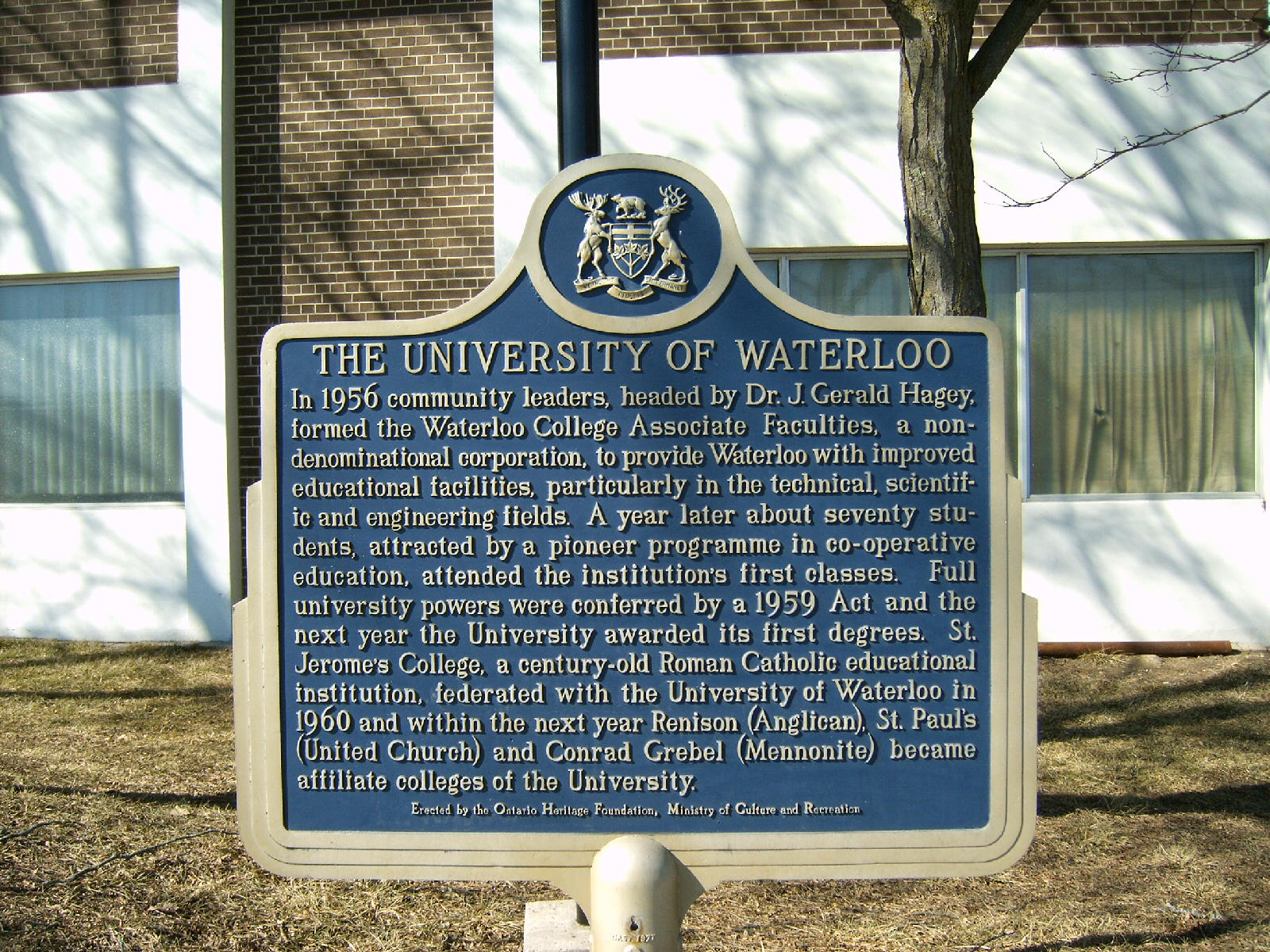
Geschichte der Universität

Die University of Waterloo (UW) ist eine kanadische öffentliche Forschungsuniversität in der Stadt Waterloo, ca. 100 km westlich von Toronto. Die Universität wurde im Jahre 1957 gegründet. 2010 hatte sie 26.451 Studenten und 3.505 graduierte Studenten sowie 1.047 Dozenten.
Besonders bekannt ist die Universität Waterloo für ihr co-op-Programm, einer Art berufsbegleitendes Studium, und für ihre mathematischen und ingenieurwissenschaftlichen Fachrichtungen.

## Fachbereiche
- Fakultät für angewandte Gesundheitswissenschaften (Faculty of Applied Health Sciences)
- Fakultät für Geisteswissenschaften (Faculty of Arts)
- Fakultät für Ingenieurwissenschaften (Faculty of Engineering)
- Fakultät für Umweltwissenschaften (Faculty of Environment)
- Fakultät für Mathematik (Faculty of Mathematics)
- Fakultät für Naturwissenschaften (Faculty of Science)

## Kooperationen
Austauschprogramme bestehen unter anderem mit der Universität Mannheim, der Otto-Friedrich-Universität Bamberg und der Technischen Universität Hamburg-Harburg. Gemeinsam mit der Universität Mannheim wird der Masterstudiengang „Intercultural German Studies (Joint Degree)“ angeboten. Das älteste Austauschprogramm in der Faculty of Engineering wird zur TU Braunschweig unterhalten.
Im Rahmen des CANEU.Coop-Programms kommen seit 2010 europäische Studierende nach Waterloo und empfangen im Gegenzug kanadische Praktikanten in ihrem jeweiligen Heimatland.
Die Duale Hochschule Baden-Württemberg ermöglicht kanadischen Praktikanten dabei, mit ihren deutschen Austauschpartnern in deren Ausbildungsfirma zu arbeiten.

## Bekannte Absolventen und Professoren

### Dozenten
- Robert Mundell (1932–2021), Nobelpreisausgezeichneter Ökonom, ebenfalls Alumnus
- Rozena Maart (* 1962), südafrikanische Dozentin für Englische Literatur, Philosophie und Psychoanalyse sowie feministische Schriftstellerin
- Eugene Forsey (1904–1991), kanadischer Politiker
- Hildegard Marsden (geb. von Boetticher; 1920–1988), ab 1965 Lektorin, ab 1967 Dekan der Frauen (Dean of Women)
- Kerstin Dautenhahn (* 1940), Biologin und Informatikerin
- Donna Strickland (* 1959), Nobelpreisträgerin für Physik 2018
- Frances Westley, Sozialwissenschaftlerin
- Hans-Peter Seidel (* 1958), Informatiker

### Absolventen
- Gail Bowen (* 1942), kanadische Schriftstellerin, Hochschullehrerin und Dramatikerin
- David Cheriton, Mathematiker und Stanford-University-Professor sowie Mitgründer von Granite Systems.
- Charmaine Dean (* 1958), trinidadisch-kanadische Mathematikerin und Hochschullehrerin; 2017 zur Vizepräsidentin für Forschung ernannt.
- Jonathan Dursi, Physiker und Forscher an der University of Toronto
- Brad Goddard, Schauspieler
- J. Alan George, Informatiker
- Craig Eisler, Mathematiker und Vizepräsident von Microsoft
- Chris Hadfield (* 1959), Ingenieur und Astronaut der CSA
- Mike Lazaridis (* 1961), Gründer von Research in Motion und Kanzler der University of Waterloo
- Rasmus Lerdorf (* 1968), Begründer der PHP-Programmiersprache
- Manas K. Mandal, Biologe und Direktor des Defence Institute of Psychological Research
- Chamath Palihapitiya (* 1976), Unternehmer, Investor und Milliardär

## Abbildungen

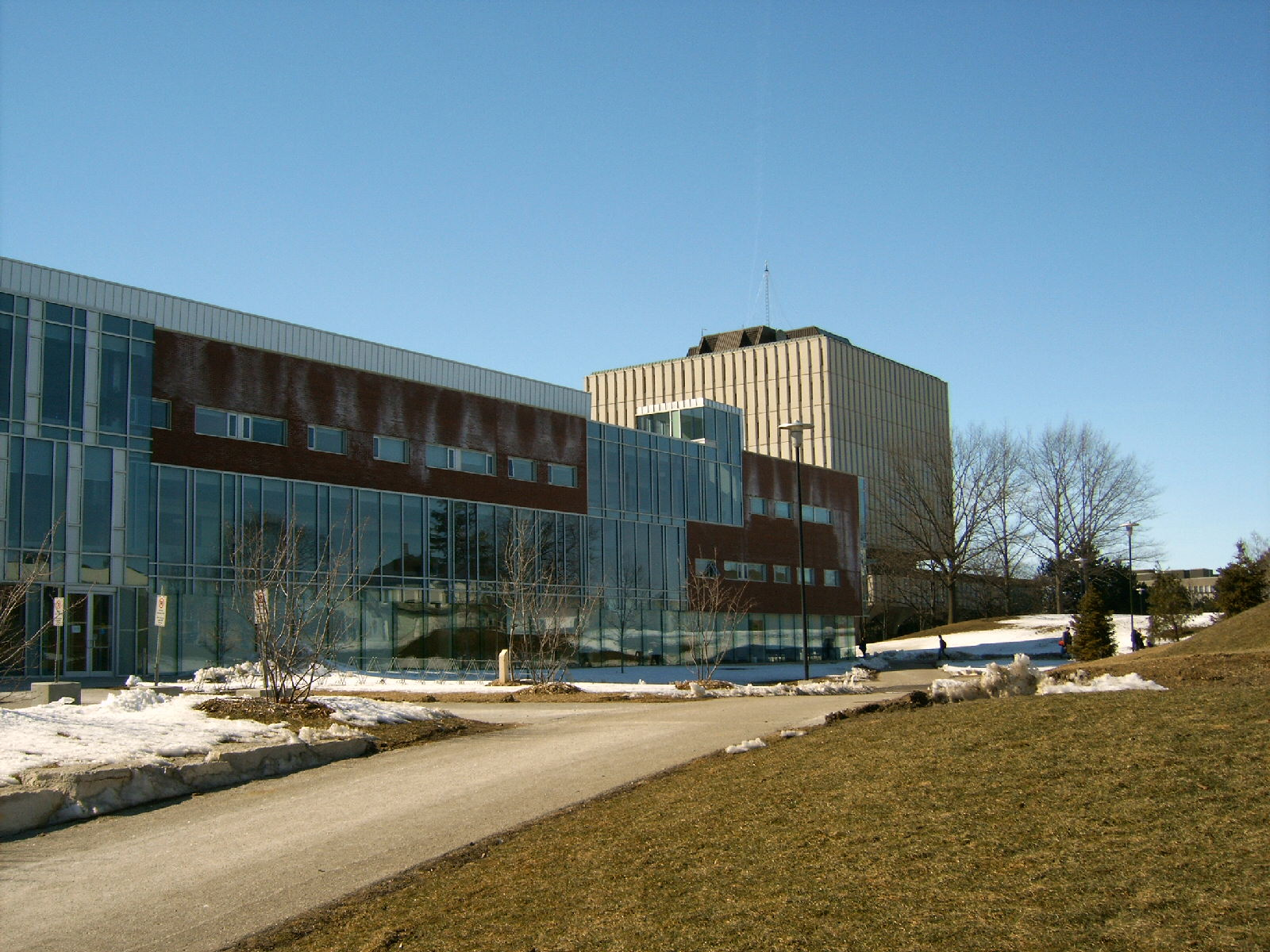
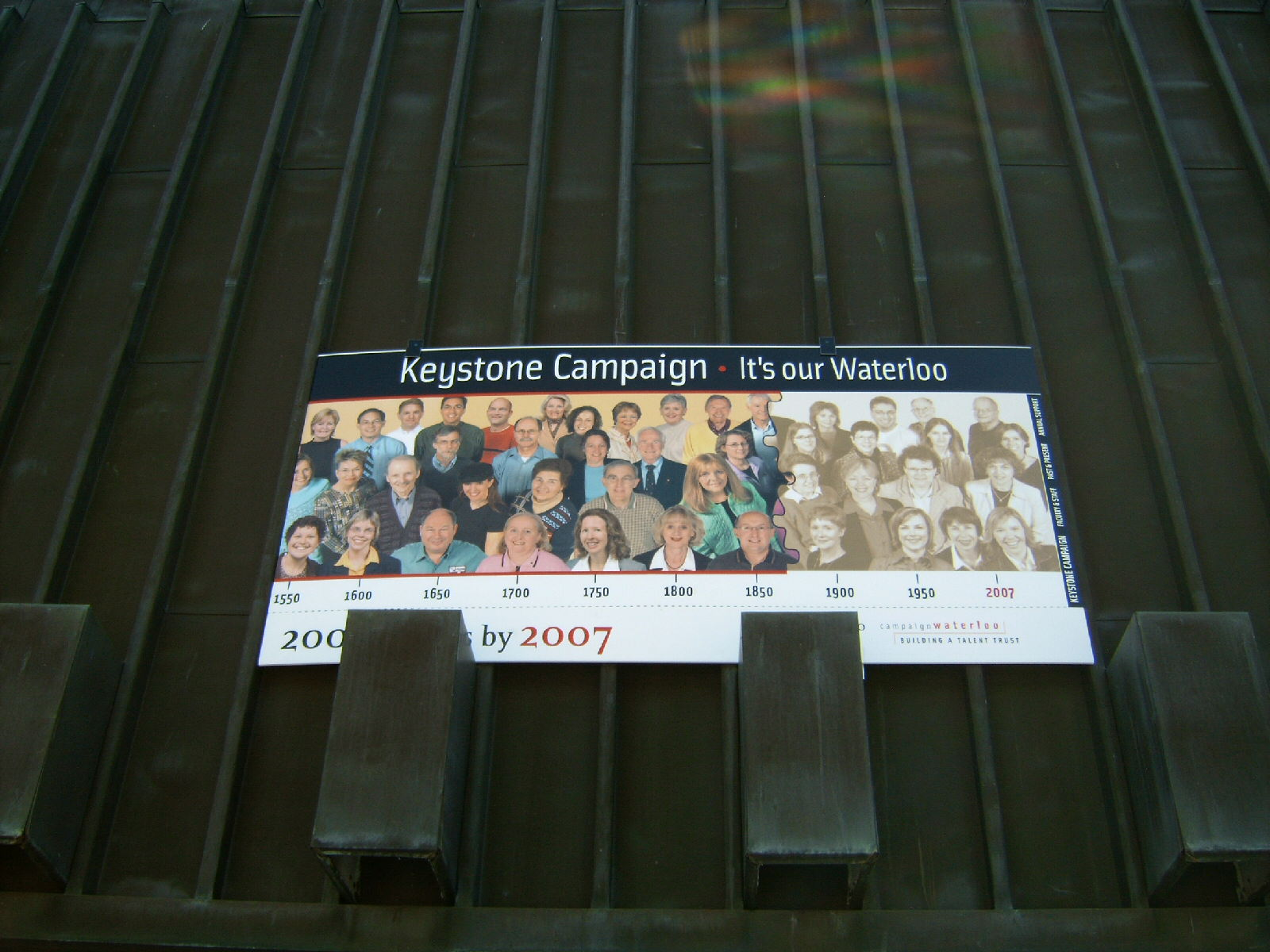
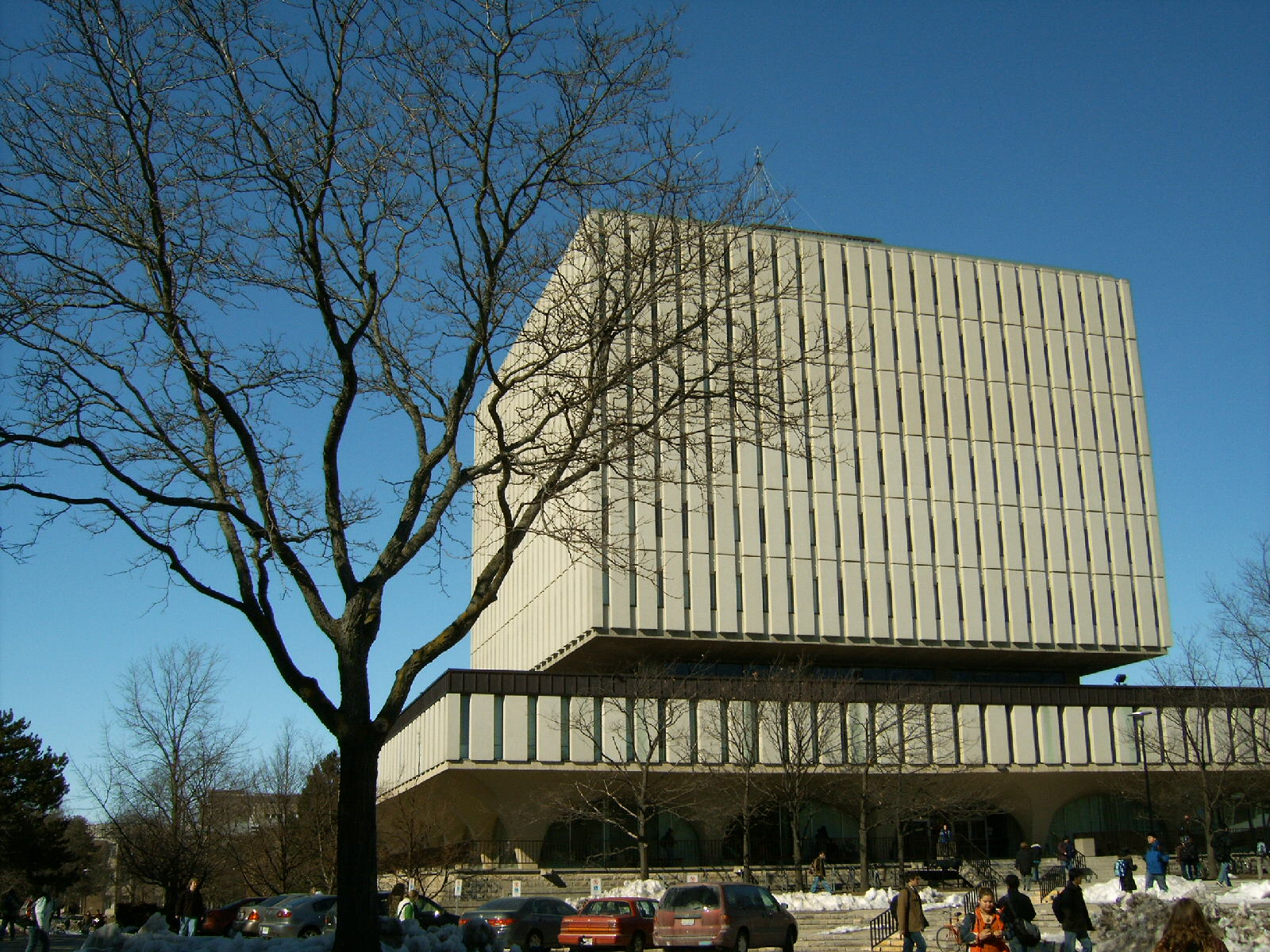
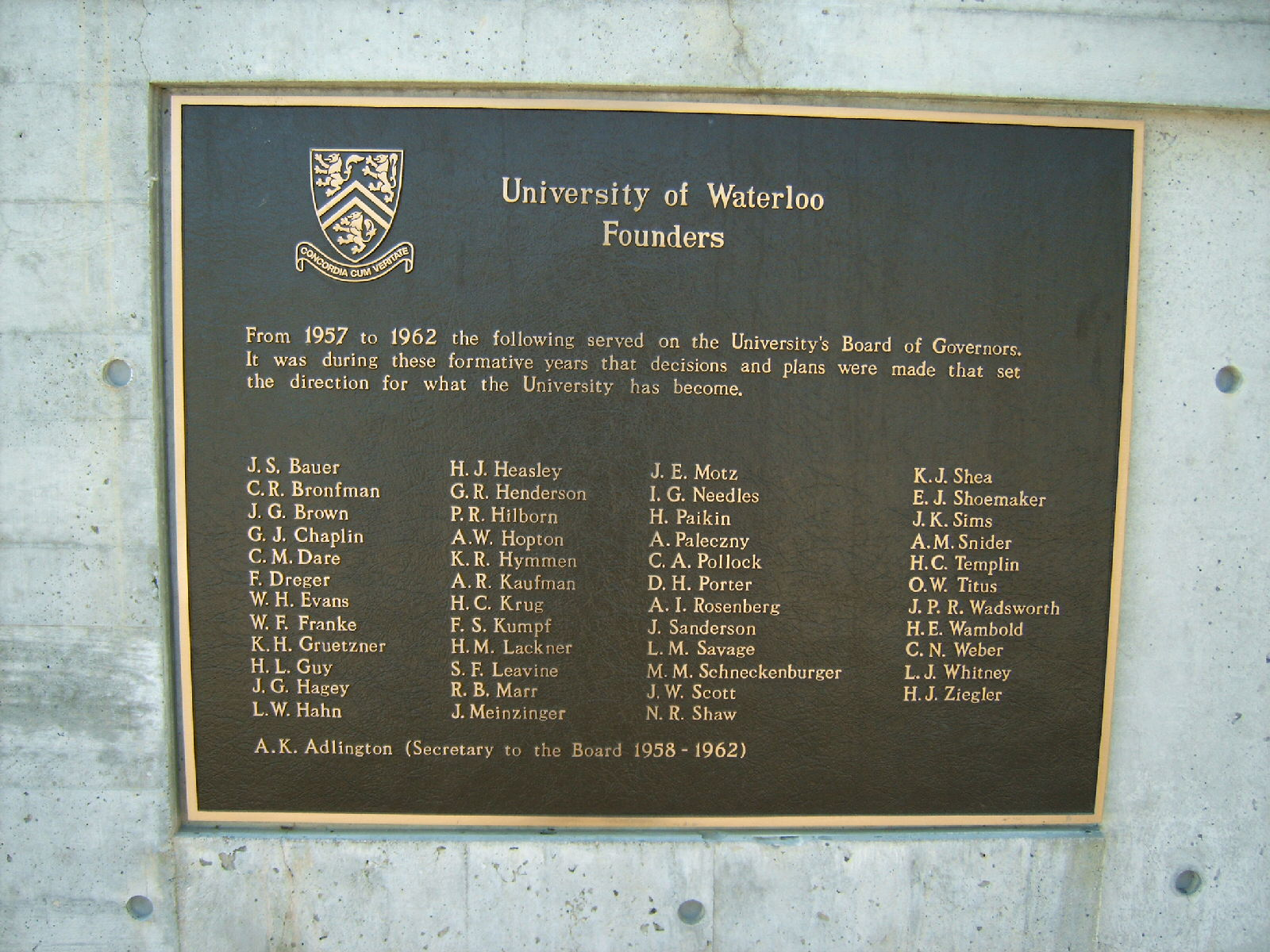